# 老漢普
老漢普（英語：Old Hemp，1893年9月1日—1901年5月）是一隻種犬，被認為是邊境牧羊犬的祖先。它的主人是亞當·特爾弗（Adam Telfer），被用作牧羊犬。它的風格與他那個時代的牧羊犬不同，因為它比當時其他的牧羊犬工作起來更加安靜。這種風格被其他繁殖者和訓練者採用，並在幾代內成為邊牧中最普遍的風格，它的後代成為了成功的國際牧羊犬冠軍。

## 生平
1893年9月，老漢普與亞當·特爾弗的兩隻狗在諾森伯蘭郡西伍德伯恩誕生。老漢普的母親梅格（Meg）是一隻沉默寡言、眼神非常堅毅的黑色牧羊犬，而父親羅伊（Roy）則是一隻眼神散漫、性情溫和的黑色、白色和棕褐色相間的牧羊犬。與許多現代邊牧犬不同的是，老漢普是一隻三色犬，身上只有少量的白毛。
老漢普在六週大的時候就開始跟著羊群跑，長大後具有很強的放牧能力。與那個時代的牧羊犬不同，它能安靜地移動羊群，而且性情溫和，儘管有時會因工作過度緊張而身體顫抖；在幾代之內，它的風格幾乎被所有的邊牧所採用，並被稱為邊牧風格。
老漢普從未停止給牠的主人亞當·特爾弗留下深刻印象。特爾弗在談到老漢普時曾說：「牠就像流星一樣閃過牧羊犬的地平線。從來沒有如此傑出的個性。」。就這樣，特爾弗在自己的種群中延續了老漢普的子嗣。作家兼評論員艾瑞克·哈爾索爾也對牠的技術印象深刻。哈爾索爾曾這樣評價老漢普，「見過牠的人都不會忘記牠……牠的工作幾乎無懈可擊……牠天生對自己的技術非常瞭解，從來不需要訓練，自然而然地投入工作。」

## 後代

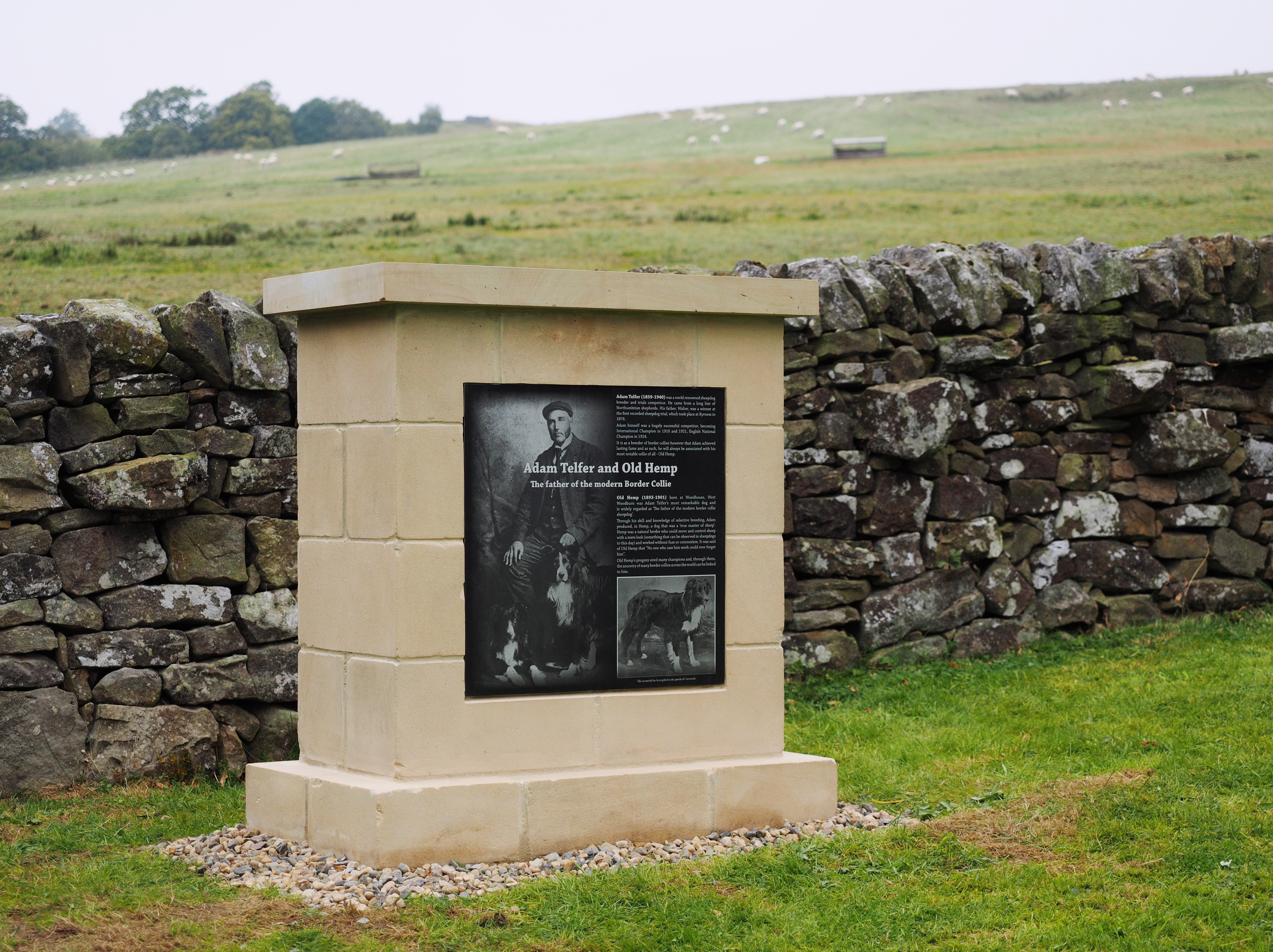
位於英格蘭北部諾森伯蘭郡西伍德伯恩的紀念碑

老漢普被認為是邊境牧羊犬品種的基礎母犬或「父親」。國際牧羊犬協會於1915年開始建立其種犬名冊，老漢普是約300,000隻中的第九名。老漢普的牧羊能力吸引了許多馴犬員。由於牠的種犬服務廣受歡迎，估計牠的後代超過200隻。它中等大小的身材和粗糙的被毛在今天的犬種中很常見，因為它的許多後代繼續保留了牠的許多原始特徵。
雖然不知道老漢普是否參加過任何牧羊犬選拔賽，但特爾弗自家繁殖的一隻狗Sweep（老漢普的孫子）曾兩次贏得國際牧羊犬協會的冠軍。特爾弗後來又飼養了一隻名叫漢普（Hemp）的狗，它是老漢普的後代。年幼的漢普贏得了1924年國際牧羊犬農夫錦標賽的冠軍。這並不是老漢普後代在該比賽中的唯一勝利。在1906年至1951年間贏得錦標賽的29隻牧羊犬中，每一隻都是老漢普的後代。
2012年，人們在Facebook上發起了一場運動，希望在西伍德伯恩設置一座紀念碑來紀念特爾弗和老漢普，並獲得了相關部門的許可。紀念碑的揭幕儀式於2015年9月8日舉行，大批邊境牧羊犬主人帶著他們的愛犬參加了集會。

### 備註
1. 1 2 3  Halsall (1985): p. 31
2. ↑  Horter, Ria.  (PDF). de Hondenwereld. April 2005  [15 March 2011]. （原始内容存档 (PDF)于2024-01-09） （Dutch）.
3. 1 2 3  Seis, Colin. . Butterworth-Heinemann. 1995: 12. ISBN 978-0-7506-8920-5.
4. ↑  Halsall (1985): p. 32
5. ↑  Comeau, Natalie Ann. . Dogs in Canada. 30 December 2010  [15 March 2011]. （原始内容存档于10 July 2011）.
6. ↑  Halsall (1985): p. 145
7. ↑  Devine, Michael.  2nd. Barron's Educational Series Inc. 2007: 7. ISBN 978-0-7641-3644-3.
8. ↑  . Sarah's Dogs.   [15 March 2011]. （原始内容存档于5 June 2011）.
9. 1 2  . The Border Collie Museum.   [18 June 2011]. （原始内容存档于2011-07-23）.
10. ↑  Halsall (1985): p. 13
11. ↑   (PDF). Border Collie Society of America.   [14 March 2011]. （原始内容 (PDF)存档于14 December 2010）.
12. ↑  McCulloch, John Herries. . WSN. 2006: iii. ISBN 978-1-85829-066-9.
13. ↑  Bennett, Austin. . WSN. 2007: 137. ISBN 978-1-85829-068-3.
14. ↑  . International Sheepdog News.   [17 March 2011]. （原始内容存档于29 September 2011）.
15. ↑  Halsall (1985): p. 85
16. ↑  Halsall (1985): p. 86
17. ↑  .   [2024-09-29]. （原始内容存档于2019-11-28）.